# ダージリン
ダージリン（ネパール語: दार्जिलिंग; Dārjiling, ベンガル語: দার্জিলিং; Dārjiliṃ, 英語: Darjeeling, 中国語: 大吉嶺）は、インドの西ベンガル州のダージリン県の中心都市である。人口は2011年3月1日時点で11万8805人。
ダージリンはヒマラヤ山脈低部のシワリク丘陵に位置し、平均標高は約2134mである。北方に標高世界第3位の高峰カンチェンジュンガが遠望できる。インドの平野部に比べて冷涼な気候であり、夏は過ごしやすい。イギリス領の時代には、インドに住むイギリス人のための避暑地として栄えた。

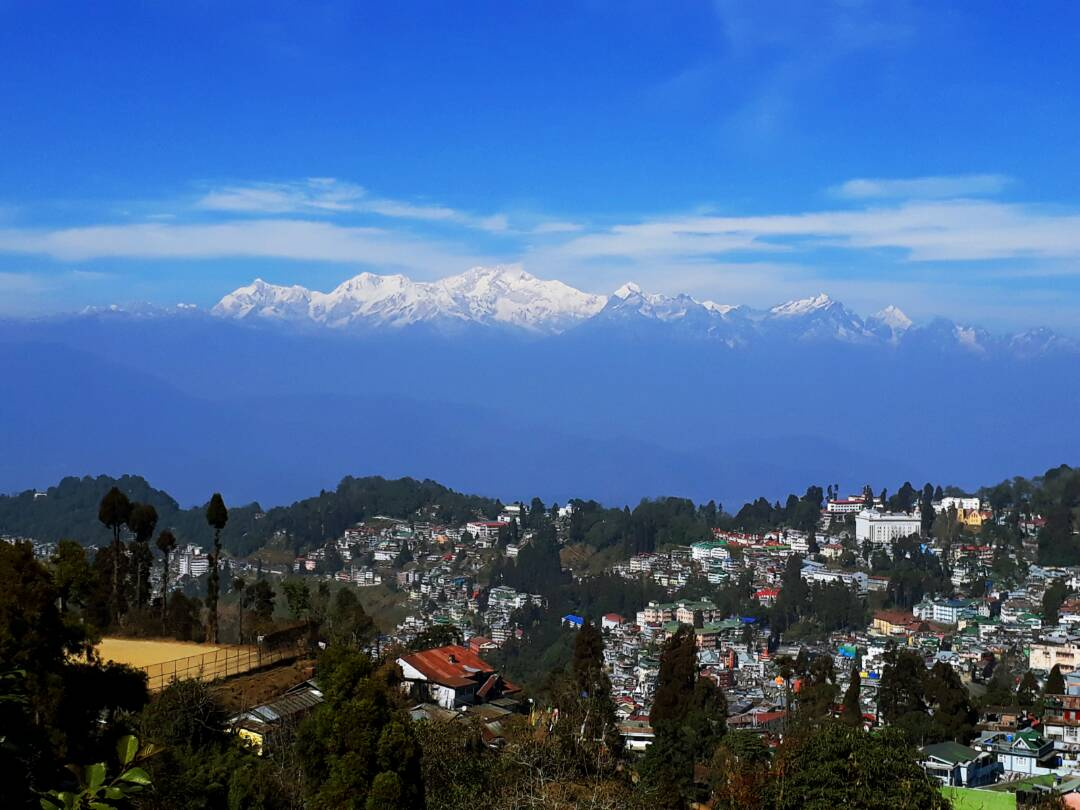
ダージリンの街並とカンチェンジュンガ

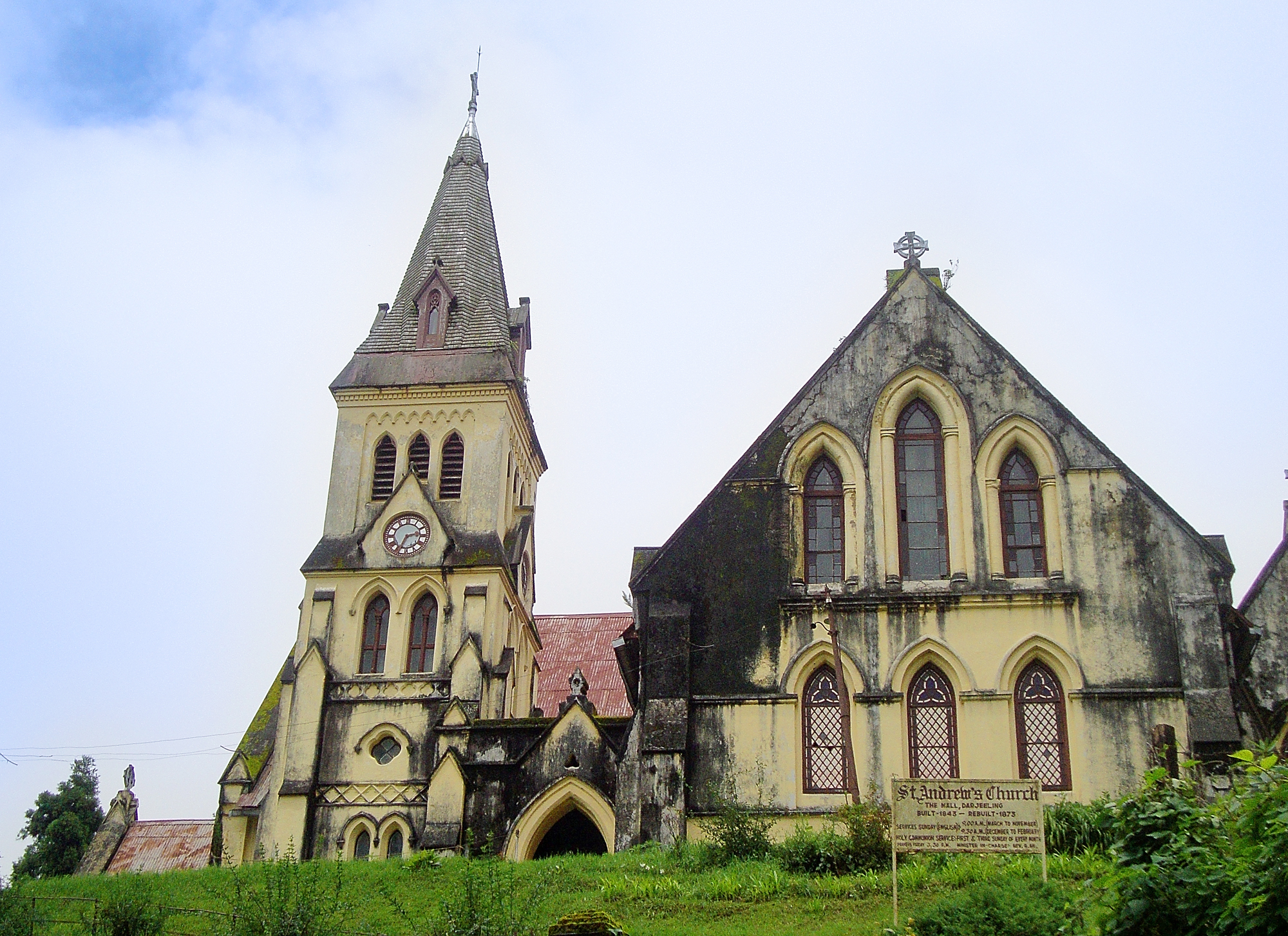
ダージリンの聖アンドリュー教会。1843年に創建、1873年に再建された

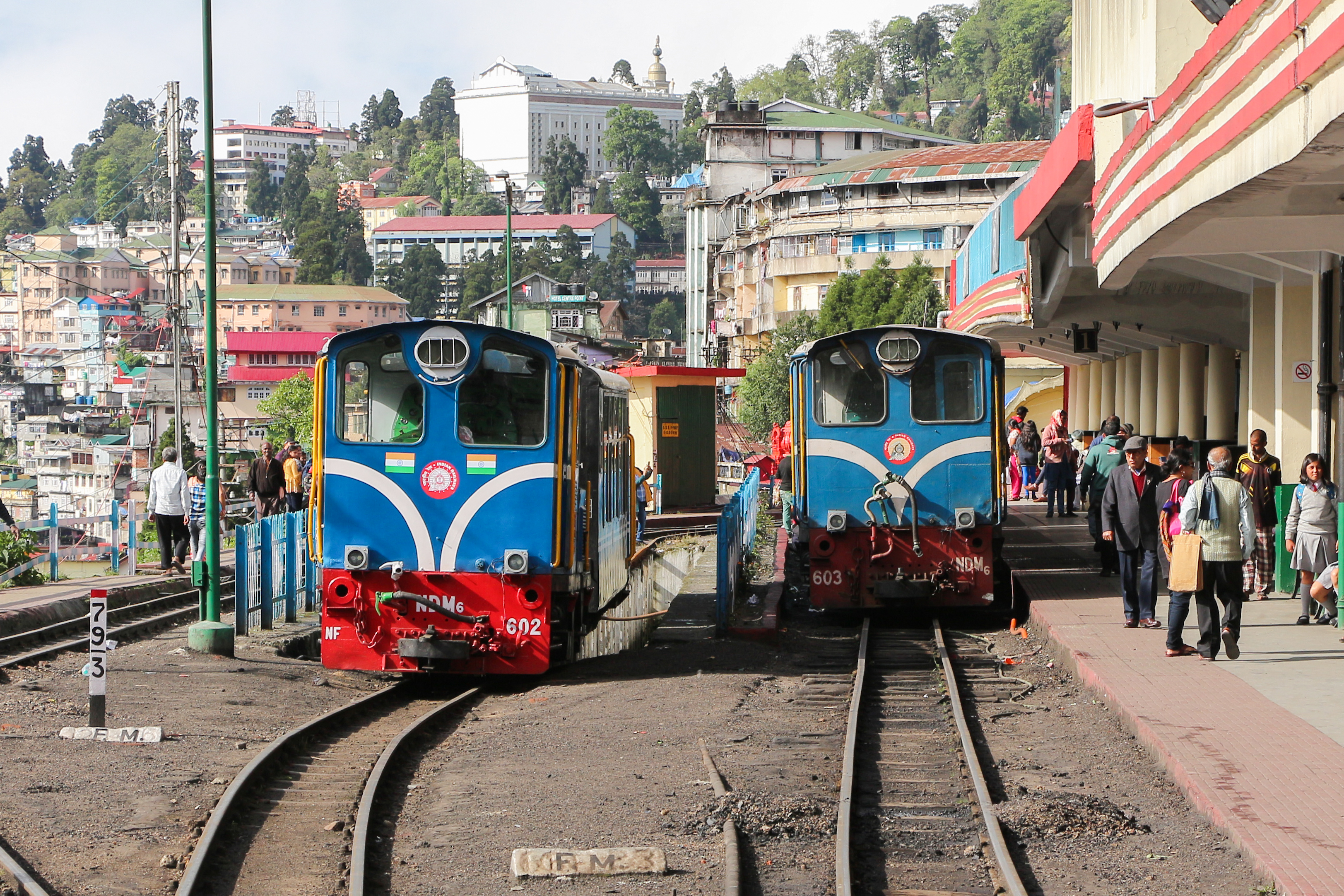
ダージリン駅

ダージリンの元の名称はチベット語の「ドルジェ・リン」（チベット文字：རྡོ་རྗེ་གླིང; ワイリー方式：rdo rje gling，「金剛の地」の意）である。19世紀初頭まではシッキム王国が支配していたが、ネパールのゴルカ王国が、度重なる侵攻により、19世紀初頭には、ティースタ川までシッキムを駆逐し、テライを併合していた。1814年～1816年のグルカ戦争の結果として、ゴルカ王国によりイギリス東インド会社に割譲された。イギリスの植民地時代にイギリス人が呼びやすい呼称にしたのがダージリンである。
ダージリンはダージリン・ティーの栽培で国際的に有名である。ダージリンでの紅茶の栽培は19世紀中頃のイギリスによる開発、ロバート・フォーチュンによるチャノキの中国からの移入に遡る。この地域特有の栽培品種と発酵技術から生産された茶葉をブレンドした紅茶は、世界で最高級の紅茶とされる。
この一帯では、西ベンガル州からグルカランドの分立・独立を求めるグルカ族の民族運動が起きている。その一環であるストライキにより、紅茶の生産にも影響が出ている。
ダージリンと平野部のニュー・ジャルパイグリ駅を繋ぐダージリン・ヒマラヤ鉄道は、インドに残る蒸気機関車が走る数少ない路線の一つであり、1999年にユネスコの世界遺産に登録された。